# Bohdan Dziemidok
Bohdan Dziemidok (ur. 3 października 1933 w Słonimie, zm. 9 sierpnia 2022) – polski filozof, prof. dr hab.

## Życiorys
Urodził się 3 października 1933 w Słonimie, w rodzinie nauczycieli. W 1951 zdał z wyróżnieniem maturę̨. W 1956 ukończył studia na Wydziale Filozoficznym Uniwersytetu w Leningradzie. W latach 1956–1983 pracował naukowo na UMCS, gdzie przez wiele lat kierował Zakładem. Był też współzałożycielem i dyrektorem Międzyuczelnianego Instytutu Filozofii i Socjologii (MIFiS). W 1963 obronił pracę doktorską, w 1977 uzyskał stopień doktora habilitowanego. 
W 1982 uzyskał tytuł profesora nauk humanistycznych, a w kolejnym roku rozpoczął pracę na Wydziale Nauk Społecznych Uniwersytetu Gdańskiego, gdzie pełnił też funkcję dziekana (1996–1999). Ponadto pracował naukowo na Wydziale Pedagogiki Gdańskiej Wyższej Szkole Humanistycznej, na Wydziale Nauk Humanistycznych i Społecznych SWPS Uniwersytetu Humanistycznospołecznego i w Ateneum – Szkole Wyższej w Gdańsku.
Wykładał na uniwersytetach w Oksfordzie, Chicago, Tokio, Berlinie i w Moskwie. Był członkiem Komitetu Nauk Filozoficznych PAN.
Został pochowany 12 sierpnia 2022 w grobie rodzinnym na cmentarzu Wawrzyszewskim w Warszawie.

## Odznaczenia i nagrody
- Nagroda Naukowa Miasta Gdańska im. Jana Heweliusza w kategorii nauk humanistycznych (2004)[6]
- Krzyż Oficerski Orderu Odrodzenia Polski (2005)[7]